# Dirk de Graeff van Polsbroek

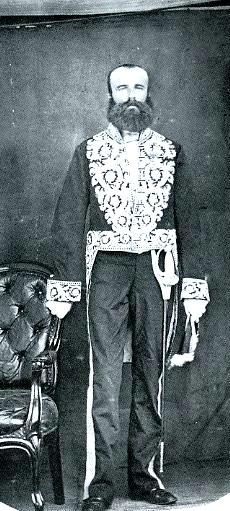
Dirk de Graeff van Polsbroek im Jahre 1863, Fotografie von Anthonius Franciscus Bauduin

Jonkheer Dirk de Graeff van Polsbroek, auch Polsbroek genannt (* 28. August 1833 in Amsterdam; † 27. Juni 1916 in Den Haag), war ein niederländischer Aristokrat, Kaufmann und Diplomat. Zwischen den Jahren 1863 und 1868 war er niederländischer Generalkonsul und anschließend bis 1870 bevollmächtigter niederländischer Minister-Resident resp. de facto Gesandter in Japan. Da damals noch keine Botschafter vorgesehen waren, erfüllte seine Gesandtschaft dieselbe Aufgabe. De Graeff van Polsbroek war ein wichtiger Vertreter der niederländischen Regierung, der den Grundstein für die moderne diplomatische Vertretung in Japan legen konnte und der erste Diplomat mit festem Wohnsitz in Japan (vergleichbar mit einem modernen Botschafter).
Zur Zeit seiner Tätigkeit in Japan stand er Kaiser Meiji und dessen Regierung als Ratsmann bei Verhandlungen mit westlichen Staaten zur Seite. Er war Repräsentant, Gesandter und bevollmächtigter Minister diverser europäischer Staaten und spielte aufgrund seiner Beziehung zu Meiji, der japanischen Regierung sowie seiner Kenntnisse über den Staat eine zentrale Rolle bei Verhandlungen und Vertragsabschlüssen zwischen dem sich dem Westen öffnenden Japan und den diversen westlichen Staaten, wodurch diese zahlreiche gewinnbringende Handelsverträge abschließen konnten. Dirk de Graeff van Polsbroek war darüber hinaus zur Zeit der Meiji-Restauration ein eifriger Chronist und Fotograf des japanischen Gesellschaftswandels.

## Leben

### Herkunft und Familie

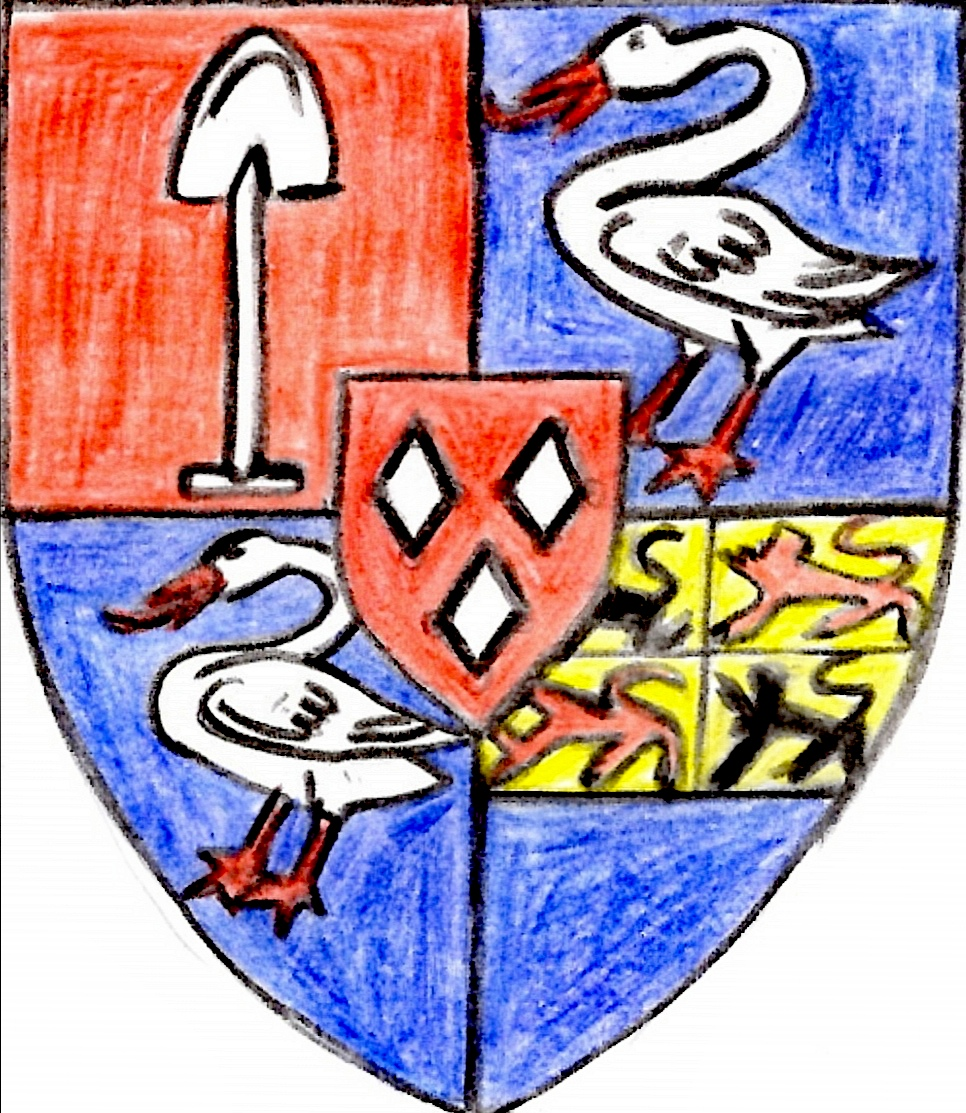
Väterliches Wappen De Graeff als Vrijheeren von Zuid-Polsbroek, Purmerland und Ilpendam (bis 1870)

Wappen von Dirk de Graeff van Polsbroek (1885)

Dirk de Graeff van Polsbroeks Vorfahren aus dem Geschlecht De Graeff fungierten als Stadtherren von Amsterdam. Seine Eltern waren Gerrit IV de Graeff (1797–1870), Vrijheer der Hohen Herrlichkeiten Zuid-Polsbroek und Purmerland en Ilpendam, Amsterdamer Gemeinderat sowie Fabrikant, und Carolina Ursulina Stephania Engels (1795–1864). Nach des Vaters Tod im Jahre 1870 wurden die beiden Hohen Herrlichkeiten wegen Geldnot an Dirk de Jongh verkauft. Dirk de Graeff van Polsbroek war zweimal verheiratet. 1859 ehelichte er die Japanerin Koyama Otjo, Tochter eines Bauern und Teehändlers in Tokio, mit der er den Sohn Pieter de Graeff (1861–1909) hatte. Sein Sohn wurde 1881 legitimiert und 1885 mit dem Adelsprädikat Jonkheer bedacht. Es wurde auch vermutet, dass De Graeff van Polsbroek während seiner Zeit in Japan mit einer japanischen Prinzessin verheiratet war.
1870, nach seiner Rückkehr aus Japan, verheiratete er sich mit Bonne Elisabeth Roijer (auch Royer) (1847-1927), Tochter des Marinekapitäns Georg Roijer (auch Royer) (1817-1871) und Anna Petronella Barones Mulert to de Leemcule (1815-1909) sowie mütterlicherseits Enkeltochter von Adriana Petronella Reichsgräfin von Nassau-LaLecq (1757-1789) und damit eine direkte Nachfahrin von Wilhelm dem Schweiger (Wilhelm I. von Oranien) und Moritz von Oranien gewesen. Aus dieser Ehe entstammten sechs Kinder, worunter eines jung verstorben ist:
- Jkvr. Anna Carolina de Graeff (1871–1966)
- Jhr. Andries Cornelis Dirk de Graeff (1872–1957), Staatsmann und Diplomat
- Jhr. Géorg de Graeff (1873–1954), Inspektor der Volksgesundheit in Zeeland und Nord-Holland, Vorsitzender der Remonstrantischen Bruderschaft; ehelichte Lidia Christine Adelaide Dijckmeester (1883-1971), deren Sohn Jhr. Dirk Georg de Graeff machte als Manager, Banker sowie am niederländischen Königshof eine große Karriere
- Jhr. Jacob de Graeff (1875–1963), 1914 Stellvertretender Direktor der Deli Bierbrauerei in Amsterdam[9]
- Carolina Frederika Christina de Graeff (1877–1879), jung verstorben
- Jhr. Cornelis de Graeff (1881–1956), Kommissar des Departements für Außenpolitik; verehelicht mit Jkvr. Susanna Ignatia Caroline Elisabeth Loudon (1884-1957)

### Diplomatische Karriere in Japan
Dirk de Graeff van Polsbroek arbeitete ab Juli 1853 einige Jahre für die Kolonialregierung von Niederländisch-Ostindien in Batavia. Mit Beginn seiner Tätigkeit hatte er auch seinem Namen De Graeff den Namen „van Polsbroek“ zugefügt, eventuell um sich von seinem Bruder Gijsbert Carel Rutger Reinier de Graeff zu unterscheiden, der zu diesem Zeitpunkt in der Kolonialarmee diente. 1856 war er Sekretär der Kolonialregierung. 1857 erhielt er seinen ersten Posten als Sekretär bei Jan Hendrik Donker Curtius, des Niederländischen Kommissar in Japan, Leiter (opperhoofd) der Handelsstation auf der Insel Dejima vor Nagasaki. 1858 half er mit den vorläufigen niederländisch-japanischen Handelsvertrag von 1856 sowie den endgültigen auszuhandeln. Er war nebst Donker Curtis bei der Vertragsunterzeichnung zugegen. Er begleitete den Kommissar auf der Hofreise der Niederländer nach Edo zu einem offiziellen Besuch beim vorletzten Shōgun Tokugawa Iemochi. 1859 wurde De Graeff van Polsbroek Vizekonsul in Kanagawa, wo er im selben Jahr das erste niederländische Konsulat eröffnete. Er begründete mit Carl Julius Textor die Handelsfirma Textor & Co in Yokohama. Auch war einer der Gründer der Yokohama Races, einem Pferderennen in dieser Stadt. Durch seine große Kenntnis der japanischen Kultur und Mentalität wurden seine Handelsunternehmungen von Erfolg gekrönt. Vor der offiziellen Öffnung des Hafens von Yokohama am 1. Juli 1859 traf sich der erste US-amerikanische Konsul Townsend Harris mit De Graeff van Polsbroek und dem britischen Generalkonsul Rutherford Alcock zum Austausch. Die Beziehung zwischen De Graeff van Polsbroek mit Harris und Alcock war eine innige, was auch durch diverse Besuche dokumentiert ist. In dieser Zeit entstanden diverse Spannungen zwischen der japanischen Bevölkerung und den europäischen und US-amerikanischen Händlern. Im April 1860 fungierte er als Richter in einem Gerichtsverfahren zwischen einem niederländischen Kaufmann und einem japanischen Händler. Er scheint in seiner Justizfunktionen nicht pro-niederländisch gewesen zu sein und den Kaufmann wegen wiederholter Beleidigung japanischer Behörden für mehrere Tage inhaftiert, was zu einigen Spannungen mit den niederländischen Unternehmern führte. Er war auch bei einer Szene anwesend, wo niederländische Händler einem japanischen Polizisten in den Arm schossen, die er dann gleichermaßen unter Arrest stellen ließ. Am 15. Jänner 1861 erlag sein Freund Hendrick Heusken, ein bei Harris in Edo als Sekretär und Dolmetscher angestellter niederländischer Staatsbürger seinen Verwundungen, die er Tags davor durch einen Angriff antiwestlicher Rōnin (Samurai) erhielt. De Graeff van Polsbroek reiste umgehend aus Kanagawa an um den dessen Nachlass zu ordnen. Der Mord an Heusken, der Angriff auf die Britische Gesandtschaft in Edo (Tokio) im Juli 1861 und die Ermordung des britischen Kaufmanns Charles Lennox Richardson im September 1862 brachte die Spannungen in den Auslandssiedlungen auf einen Höhepunkt. De Graeff van Polsbroek vermerkte dazu: Die Sicherheit in Jokko Hama (Yokohama, FDG) lässt noch zu wünschen übrig.
Dirk de Graeff van Polsbroek hatte auch die Bauaufsicht über das erste seitens den Niederlanden eigens für diplomatische Zwecke errichtete Gebäude, das Konsulatsgebäudes in Yokohama, über. Dieses wurde 1861 fertig gestellt und ertrat dort im März desselbigen Jahres seine Stelle als niederländischen Konsul in Yokohama und als Politischer Agent in Japan an. Er reiste in seiner Eigenschaft als Konsul von Anbeginn durch das Land, was er in seinen Aufzeichnungen vermerkte und in seinem Journal van Jonkheer Dirk de Graeff van Polsbroek 1857-1870 publizierte:

„Wiederholt, mit oder ohne Anweisungen von Generalkonsul De Wit, besuchte ich den Gorōjū [japanischer Ministerrat] in Edo. Aufgrund der Anarchie in dieser Stadt waren die Reisen überraschend fesselnd, anstrengend und auch äußerst gefährlich. Der Ausritt dorthin dauerte in zügigem Trab vier Stunden. Ich zog mich bei der niederländischen Gesandtschaft in Edo um, stieg auf ein anderes Pferd und erreichte das Gorōjū in einer Stunde. Das Treffen dauerte eine Stunde, und ich kehrte auf die gleiche Weise zurück. Also würde ich zehn Stunden zu Pferd sitzen. Wenn ich nach Hause kam, war ich oft zu erschöpft, um etwas zu essen, und ging nach einem Bad ins Bett.“

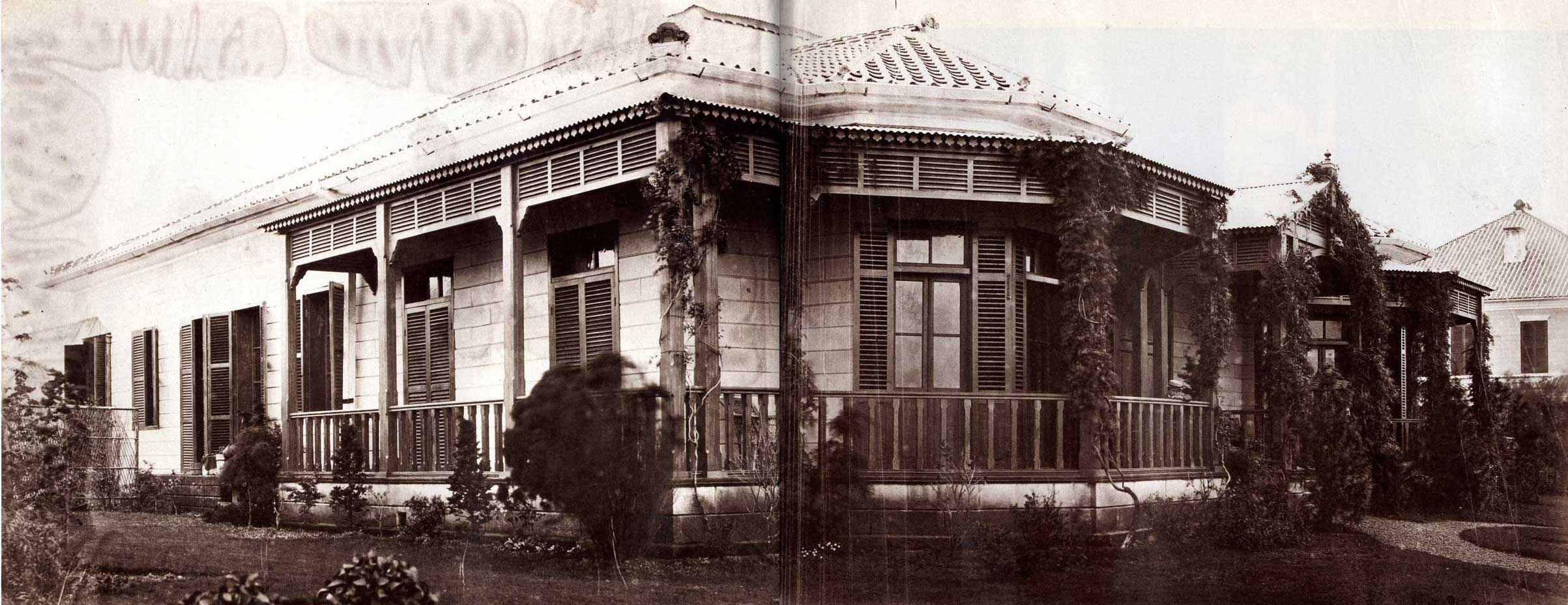
Das Wohnhaus von Dirk de Graeff van Polsbroek in Yokohama (Fotografie aus 1868)

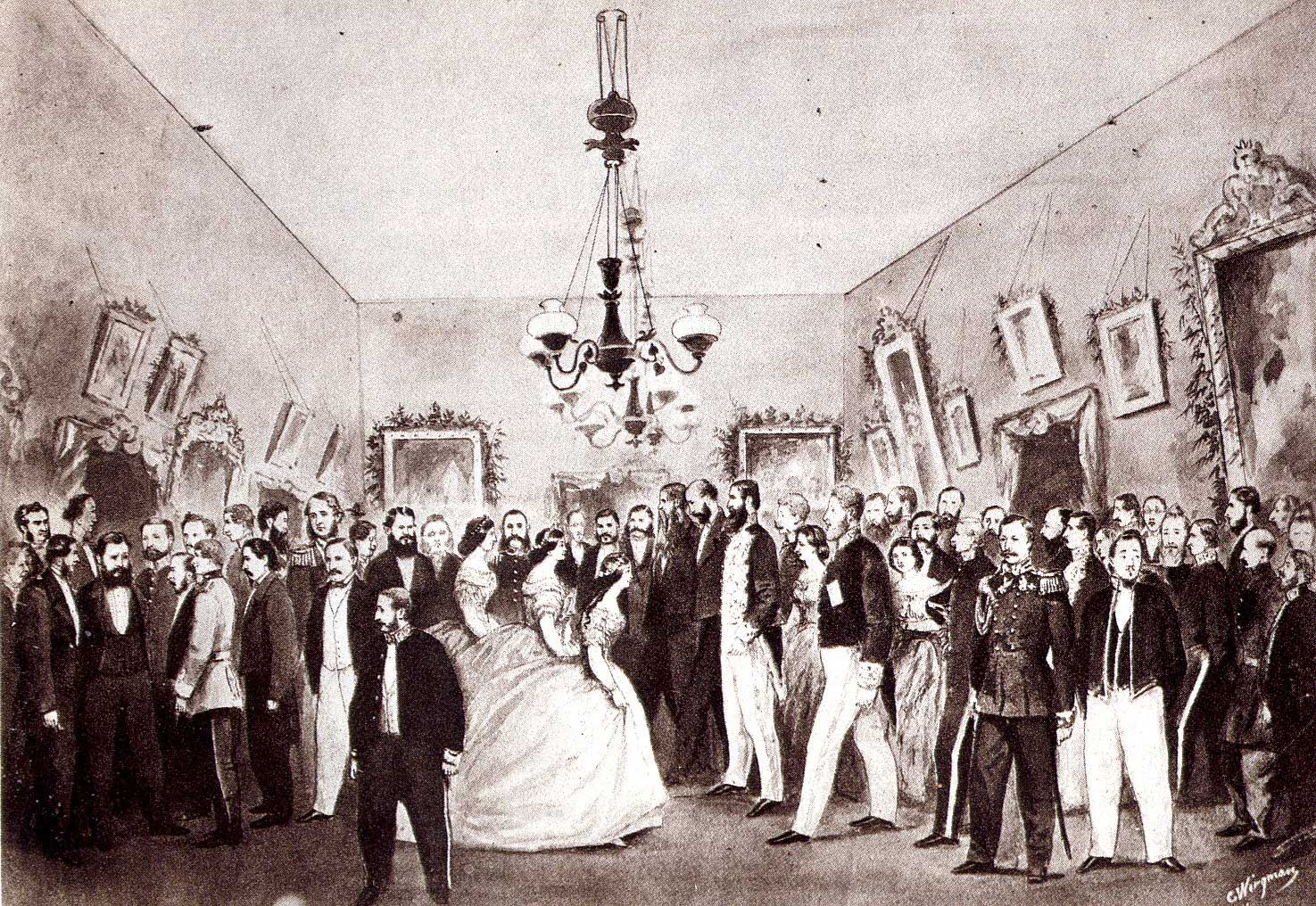
Großer Ball im Haus von Dirk de Graeff van Polsbroek in Yokohama. 1863 gezeichnet von Charles Wirgman und fotografiert durch Felice Beato

Mit Datum 18. September 1862 wurde Dirk de Graeff van Polsbroek als Ritter in den Orden vom Niederländischen Löwen eingeführt. Die Ankunft des ersten preußischen Konsul (für den Norddeutschen Bund) Max August Scipio von Brandt Ende 1862 vervollständigte die Reihe der wenigen westlichen Diplomaten in Japan. Neben dem Neuankömmling waren dies die schon seit den späteren 1850er Jahren anwesenden Diplomaten De Graeff van Polsbroek, Harris, Alcock und dem französische Minister-Resident Gustave Duchesne, Prince de Bellecourt, die eine wichtige Rolle im Japan der 1860er Jahre spielten. Obwohl diese Männer in persönlicher Freundschaft verbunden waren, führten nationale Rivalitäten sowie Differenzen im Umgang mit den Japanern zu Konflikten und Antagonismus. Die chaotischen und unregierbaren Umstände der ersten Jahre zwang sie aber doch zur Kooperation. Innerhalb der Gemeinschaft der niederländischen Kaufleute machte sich landläufig Enttäuschung breit, da einige der Konsule sowie Generalkonsul De Wit laut deren Ansicht nicht energisch ihre Interessen vertraten. Sie fragten bei der niederländischen Regierung an, ob er nicht durch eine dynamischere Person ersetzt werden könne. De Wit trat daraufhin im Mai 1863 von seinem Posten zurück. Im Juli wurde er als Nachfolger von Jan Karel de Witt (1819–1884), der das Amt in Nachfolge von Donker Curtius seit 1860 ausübte, zum niederländischen Generalkonsul in Yokohama bestellt. Die Studie „Von Dejima nach Tokio“, welche die erste vollständige Geschichte niederländischer diplomatischer Standorte in Japan ist und von der Botschaft des Königreichs der Niederlande in Tokio in Auftrag gegeben wurde, merkt über De Graeff van Polsbroeks diplomatische Arbeitsstruktur folgendes an: De Graeff van Polsbroek war Diplomat zu einer Zeit, als Japan keine Erfahrung mit moderner Diplomatie hatte und die Niederlande noch kein System professioneller Konsuln mit klaren Anweisungen und Zuständigkeit hatten. In der Zwischenzeit dauerte die Kommunikation zwischen den beiden Ländern viele Monate. Während enormer Umbrüche und Veränderungen musste De Graeff van Polsbroek oft schnell auf herausfordernde Situationen reagieren, ohne Richtlinien oder Rücksprache mit der Heimat.
Anfang 1863 gab Kaiser Kōmei die Devise aus die Europäer und US-Amerikane aus Japan zu vertreiben. Daraufhin bombardierte der anti-westliche Mōri-Klan vom Festland aus ausländische Schiffe, die die Kammon-Straße durchfuhren, den schnellsten Seeweg von Nagasaki nach Osaka und Edo. Auch De Graeff van Polsbroek wurde auf seiner Reise mit dem niederländischen Kriegsschiff Medusa unter dem Kommando von François de Casembroot nach Yokohama in der Kammon-Straße (Teilstück Shimonoseki-Straße) von Batterien an Land bombardiert. Dabei verloren vier Seeleute ihr Leben und De Graeff van Polsbroek entging nur knapp dem Tod. Die Blockade von Shimonoseki führte zu großen Spannungen zwischen den pro und anti-westlichen Strömungen sowie den Westmächten. Im Frühjahr 1864 traf sich der pro-westliche Marinekommandant Katsu Kaishū mit den US-amerikanischen, britischen und niederländischen Konsulen in Nagasaki. Bei seinem Gespräch mit De Graeff van Polsbroek wurde vereinbart den Angriff noch zwei Monate hinauszuzögern, um durch Gespräche doch noch eine internationale Intervention sowie einen Bürgerkrieg zu verhindern. Ziel einer militärischen Intervention der vier Alliierten war die Gewährleistung der freien Durchfahrt für ausländische Schiffe durch diese eminente Seestraße. Da jedoch keine Einigung erzielt werden konnte, genehmigte De Graeff van Polsbroek im Sommer desselben Jahres im Namen der niederländischen Regierung in Zusammenarbeit mit britischen, französischen und amerikanischen Schlachtschiffen den Plan zur Zerschlagung der Blockade von Shimonoseki, die im Juli erfolgte.

#### Vertreter der Europäischen Staaten

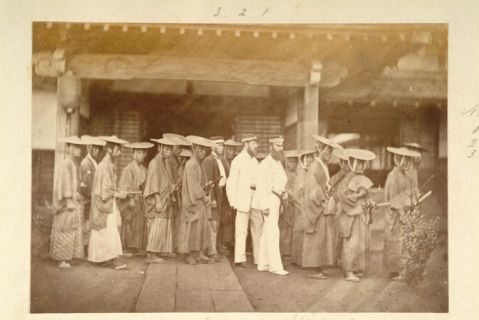
De Graeff van Polsbroek mit japanischen Leibwächtern bei einer Besichtigung in Edo (Tokio)

Als auch die Schweiz 1863/64 mit Aimé Humbert (1819–1900) aktiv einen Vertreter nach Japan entsandten, unterstützte ihn De Graeff van Polsbroek bei den Verhandlungen mit den japanischen Regierungsbeamten in Edo, um einen  bilateralen Vertrag abzuschließen. Nachdem Humbert Japan verlassen hatte, vertrat De Graeff van Polsbroek die Schweiz als interimistischer Generalkonsul. 1866 hatte er zusätzlich die belgischen Interessen in Japan übernommen, Im selben Jahr überhahm er auch die preußische Vertretung und meldete dem Ministerpräsidenten Otto von Bismarck das Zustandekommen der Tarifkonvention und dass Japaner im Zuge ihres Studiums außer Land gehen dürfen. Am 25. Juni 1866 unterzeichneten Großbritannien, die USA, Frankreich und die Niederlande eine Konvention über den Import und Export von Waren mit Japan. Seitens den Niederlanden unterzeichnete De Graeff van Polsbroek den Vertrag. 1867 nahm das Königreich Dänemark seine diplomatischen Beziehungen mit Japan auf und übergab De Graeff van Polsbroek seine Vertretung. Er konnte am 12. Januar 1867 seinen mit Japan verhandelten Handels- und Freundschaftsvertrag zwischen den beiden Staaten unterzeichnen. De Graeff van Polsbroek, der noch weitere Verträge für Dänemark abschließen konnte, hatte damit eine Tradition gestartet, dass niederländische Diplomaten die dänische Vertretung in Japan bis in das Jahr 1912 innehatten. Am 2. Juli 1867 wurde auf ihn ein auf seiner Veranda ein Mordversuch mit einer Pistole verübt. Der Schütze verfehlte sein Ziel und konnte anschließend erfolgreich untertauchen. Dieser Anschlag gegen einen europäischen Repräsentanten geschah aus einem Gemisch von Fremdenhass und religiösen Spannungen heraus. Zur gleichen Zeit erhandelte er auch Verträge für den Norddeutschen Bund sowie die deutschen Hansestädte. Diese dankten es De Graeff van Polsbroek mit einer mit ihren Wappen verzierten goldenen Tabakdose. Den Januar 1868 musste De Graeff van Polsbroek überstürzt aus Osaka fliehen, da die Stadt von den Feinden des Shoguns erobert wurde. Er verbrachte eine eiskalte Nacht damit, sich vor brandschatzenden Truppen in einer Fischerhütte mit Papierfenstern zu verstecken. Darauf wurde er durch die niederländische Regierung in die Heimat zurückbeordert, kehrte aber nach kurzer Zeit nach Japan zurück und wurde zum bevollmächtigten niederländischen Minister in Japan (Minister-Resident) ernannt. Zwischen 1860 und 1868 war die niederländische diplomatische Mission in Japan ein Generalkonsulat. Da der niederländische Generalkonsul aber auch ein politischer Agent war, war die Vertretung praktisch eine Gesandtschaft. Als De Graeff van Polsbroek der erste niederländische Minister-Resident mit Wohnsitz in Japan wurde, verwandelte er auch das Generalkonsulat in Yokohama offiziell in die niederländische Gesandtschaft um (vergleichbar mit einer heutigen Botschaft). Da damals noch keine Botschafter in Japan vorgesehen waren, erfüllte seine Gesandtschaft dieselbe Aufgabe.

##### Zusammenarbeit mit Kaiser Meiji

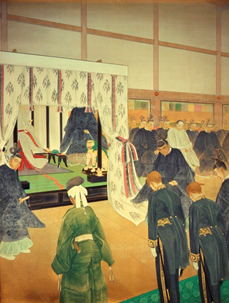
Empfang von Dirk de Graeff van Polsbroek und Léon Roches bei Kaiser Meiji

Am 23. März 1868 erhielten De Graeff van Polsbroek und der französische Minister-Resident Léon Roches als erste europäische Gesandte eine persönliche Audienz beim neuen Kaiser Meiji in Edo (Tokio). Gegen 14 Uhr kleidete sich der Gastgeber in eine informelle Robe, legte den kaiserlichen Schmuck und das Schwert an und empfing die Diplomaten in der Halle für die Staatszeremonien. Diese bekamen den Kaiser aber nur schemenhaft zu sehen, da dieser in einem Baldachin saß. In diesem befanden sich noch zwei weitere Personen, Sanjō Sanetomi, Assistent-Präsident und Nakayama Tadayasu, Ratgeber des Kaisers. Vor dem Baldachin, neben De Graeff van Polsbroek und Roches standen Außenminister Prinz Yamashina Akira und Assistent-Präsident Iwakura Tomomi. Zuerst wurde Roches seitens des stellvertretenden Außenministers Higashikuze Michitomi an den Kaiser herangeführt, um mit ihm in Konversation zu treten. Nachdem jene geendet hatte, führte Michitomida De Graeff van Polsbroek vor den Kaiser zur Audienz, der die Konversation folgendermaßen einleitete: Wir sind erfreut zu erfahren, dass es dem Kaiser Ihres Landes gut geht. Wir hoffen, dass die Beziehungen zwischen unseren beiden Ländern in Zukunft immer herzlicher, dauerhafter und unveränderlicher sein werden. Diese Begebenheit fand auch in einer etwas abgeänderten Form in den Film Der letzte Samurai Eingang. Meiji hatte das Ziel Japan dem Westen zu öffnen. Er teilte De Graeff van Polsbroek aber unmissverständlich mit, dass er die Ungleichen Verträge, welche die europäischen Staaten in Bezug auf den Handel, den diese schon seit langem mit erzwungenen Verträgen zu ihren Gunsten an der japanischen Künste führten, auflösen werde. Da Meiji aber in diplomatische Beziehungen mit den europäischen Großmächten eingehen wollte, bat er De Graeff van Polsbroek um dessen Unterstützung. Als Konsequenz dieser Unterredung vertrat er neben den Niederlanden nun auch die Staaten Dänemark, Schweden, Norwegen und Preußen als bevollmächtigter Minister. Auch für das Königreich Belgien konnte er Handelsverträgen mit Japan abschließen. Im Fall des Königreiches Dänemark war De Graeff van Polsbroek schon ab 1867 deren erster diplomatischer Vertreter, weil die dänischen Interessen bis 1912 von der niederländischen Diplomatie wahrgenommen wurden. Er konnte hierbei wichtige Handelsabkommen im Namen Dänemarks aushandeln.

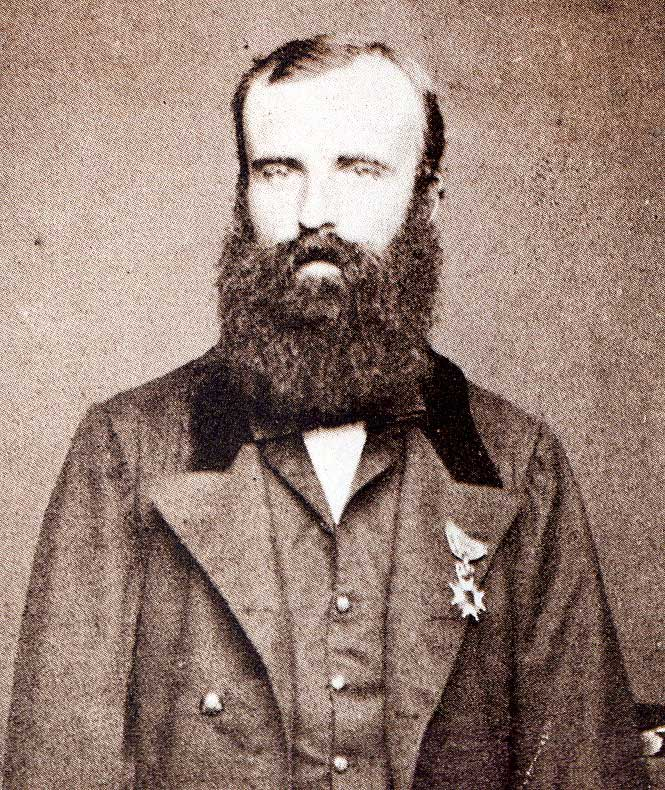
Dirk de Graeff van Polsbroek (vor 1870), Fotografie von Felice Beato

De Graeff van Polsbroek spielte eine zentrale Rolle beim Aufbau der politischen und wirtschaftlichen Beziehungen der skandinavischen Staaten Dänemark und Schweden-Norwegen mit Japan. Aufgrund seiner guten Beziehungen Meiji und zur japanischen Regierung konnte er im Auftrag und im Namen von Karl XV. von Schweden-Norwegen am 11. November 1868 einen Handelsvertrag, den sogenannten „Verdrag van Yokohama“ („Vänskaps-, handels- och sjöfartstraktat“) zwischen Schweden-Norwegen, Dänemark und Japan abschließen. Dieser Vertrag öffnete Hakodate, Yokohama, Nagasaki, Kōbe und Osaka für den Handel für schwedische und norwegische Händler (Artikel 3). Auch gab er Schweden-Norwegen die Möglichkeit, Konsule in die neu eröffneten Häfen zu entsenden, wo sie das Recht erhielten mittels der Konsulargerichtsbarkeit die Gerichtsbarkeit über die dort anwesenden Schweden und Norweger auszuüben. Seitens des dänischen Königs wurde er für seine Verdienste zum Kommandeur 1. Klasse des Dannebrog-Ordens ernannt. Die niederländische Sprache war für westliche Vertreter aufgrund der Tätigkeit und sprachlichen Vermittlung De Graeff van Polsbroeks bei diplomatischen Verhandlungen in Japan essentiell.
De Graeff van Polsbroeks Ansehen bei Kaiser Meiji war unterdessen stark gestiegen, sodass er ihm als erster ausländischer Diplomat am 4. Januar 1869 in seiner neuen Residenz in Tokio eigenhändig sein Beglaubigungsschreiben überreichte, In weiterer Folge beauftragte Meiji De Graeff van Polsbroek regelmäßig für Japan als politischer und ökonomischer Vermittler in der Unterhandlung mit westlichen Großmächten tätig zu sein. Mit diesen Technologien konnte sich Japan rasant zu einer Großmacht in Asien entwickeln. Obwohl De Graeff van Polsbroek als überaus fähig galt, hatte er doch keinen Einfluss auf die Politik im Heimatland. Er konnte in weiterer Folge nicht verhindern, dass die niederländische Regierung die herausgehobene Position, die sie durch ihn erworben hatte, besonders gegen die Vereinigten Staaten, Frankreich, Deutschland und Großbritannien schnell wieder verspielte. 1870 trat er von seinem Posten als Minister-Resident zurück, nachdem sich die politische Situation in Japan gefestigt hatte und die Grundlagen eines modernen Staates sichtbar wurden.
Herman J. Moeshart brachte 2018 das Werk Dirk de Graeff and the Opening of Japan, 1857-1869 heraus, dass die Geschichte der niederländisch-japanischen Beziehungen in den Jahren 1857-1869 behandelt und konzentriert sich auf den niederländischen Vertreter in Japan, Dirk de Graeff van Polsbroek konzentriert.

#### Journaal van Jonkheer Dirk de Graeff van Polsbroek
Zwischen 1850 und 1870, in einer Zeit, in der sich Japan modernisierte und maßgeblich durch Kaiser Meiji dem Westen annäherte, verfasste De Graeff van Polsbroek zahlreiche Tagebücher, die unter dem Namen Journaal van Jonkheer Dirk de Graeff van Polsbroek 1857-1870; belevenissen van een Nederlands diplomaat in het negentiende eeuwse Japan herausgegeben wurden. Ein Teil der darin enthaltenen Illustrationen wurden von ihm selbst gezeichnet. Sein Werk stellt ein wertvolles Dokumente zur Erforschung jener Zeitenwende in Japan dar.

### Verbindung zu China
De Graeff van Polsbroek hatte des Weiteren enge Beziehungen zu chinesischen Händlern in Japan. Er bereiste China und hatte Handelsbeziehungen zum Hong Konger Handelshaus Jardine. Nachdem er seine diplomatisch-politischen Aufgaben in Japan aufgrund der Laufzeitbegrenzung beenden musste, wurde ihm aufgrund seiner Reputation und seinen Kontakten zu China in Hong Kong seitens der Niederländischen Regierung der Posten des dortigen niederländischen Gesandten angeboten. Aus persönlichen Gründen lehnte er dieses Angebot ab. Peking galt damals als das „elendste Loch im Fernen Osten“. Daraufhin ging De Graeff van Polsbroek in seine niederländische Heimat zurück.

### Ökonomische Tätigkeit in den Niederlanden
Nach seiner Zurückkehr im Jahr 1870 beendete De Graeff van Polsbroek im Alter von 37 Jahren seine diplomatische Laufbahn und wurde im selben Jahr Mitglied in der Niederländischen Handelsgesellschaft (Nederlandsche Handelmaatschappij) sowie zwischen 1896 und 1900 auch deren Kommissar. 1872/73 war er eines von acht Mitgliedern der Regierungskommission, bestehend aus König Willem III. und weiteren Proponenten der königlichen Familie, Außenminister Louis Baron Gericke van Herwijnen, Konsul Willem van der Tak sowie dem Mediziner Johannes L. C. Pompe van Meerdervoort, welche 1873 die japanische Iwakura-Mission in die Niederlande einlud. Er begleitete diese einschließlich ihres Besuchs im Mauritshuis in Den Haag. Danach trat er zusammen mit Jan Philip de Bordes für den Bau einer Straßenbahn zwischen Den Haag in der Nähe der Handelskammer und dem Badeort Scheveningen auf, das 1878 realisiert und 1879 eröffnet wurde. Beruflich war De Graeff van Polsbroek hauptsächlich in verschiedenen Positionen in der Wirtschaft tätig. Er war unter anderem in der Aktiengesellschaft Begrafenis Vereeniging Amsterdam (1899 Mitglied des Bilanzausschusses), 's-Gravenhaagsche Zeevisscherij-Maatschappij (Präsident 1875), Rijnlandsche Stoomtramwegmaatschappij (Kommissar 1882, 1883) und der 's-Gravenhaagsche Zwem- en Badinrichting (1905) tätig.
Im Jahre 1882 gab er gemeinsam mit seinem Bruder Pieter de Graeff eine genealogische Arbeit über sein Geschlecht unter dem Namen Genealogie van de familie De Graeff van Polsbroek heraus. 1885 wurde De Graeff van Polsbroek mit dem Prädikat Jonkheer in den neuen niederländischen Adel aufgenommen, nachdem er bereits 1869 darum angesucht hatte. Bei dieser Erhebung musste er aber seinen selbstgewählten Namenszusatz „Van Polsbroek“ aufgeben.
1906 stellte er gemeinsam mit seinen beiden Brüdern Gijsbert Carel Rutger Reinier de Graeff und Frederik Lodewijk de Graeff ein Familienarchiv auf. Dieses war zeitweise auf Schloss Broekhuizen untergebracht, einem Besitztum der Familie Pauw in der Gemeinde Leersum, und befindet sich heutzutage im Amsterdamer Stadtarchiv. 1916 ist De Graeff in Den Haag verstorben und ist auf dem Friedhof Oud Eik en Duinen bestattet.

## Auszeichnungen
- Dannebrogorden (Dänemark), Kommandeur 1. Klasse[11]
- Nordstern-Orden (Schweden), Kommandeur (nl: Orde van de Polster)[11]
- Königlicher Kronen-Orden (Preußen), Kommandeur 2. Klasse[11]
- Orden der Ritter unseres Herrn Jesus Christus (Portugal), Kommandeur 2. Klasse (nl: Militaire orde van christus)[11]
- Leopoldsorden (Belgien), Offizier (Ritter 1. Klasse)[11]
- Orden vom Niederländischen Löwen (Niederlande), Ritter[11]

## Information
Die Daten zu diesem Artikel wurden aus der seit 2006 bestehenden Graeff Forschung von Matthias Laurenz Gräff übernommen.

## Werke
- Dirk de Graeff van Polsbroek: Journaal van Jonkheer Dirk de Graeff van Polsbroek, 1857-1870: Belevenissen van een Nederlands diplomaat in het negentiende eeuwse Japan. Assen, Van Gorcum, 1987, ISBN 90-232-2257-1.
- Dirck de Graeff van Polsbroek: Aanval in de Japanse wateren op de Nederlandsche stoomkorvet Medusa. In: Koloniale Jaarboeken, Jahrgang 3.
- P. de Graeff (P. Gerritsz de Graeff und Dirk de Graeff van Polsbroek): Genealogie van de familie De Graeff van Polsbroek. Amsterdam 1882.